# Française des Jeux
Française des Jeux (FDJ) er Frankrigs nationale lotteri-virksomhed. Den blev etableret i 1976 i Paris. Virksomheden har indtil 2018 været ejet af den franske stat, men i 2018 påbegyndes en privatiseringsproces, hvor virksomheden blev børsnoteret og 50 % blev frasolgt.
Foruden lotterier udbydes spil som eksempelvis sportsbetting.
Virksomheden er navnesponsor for cykelholdene Groupama-FDJ (mænd) og FDJ-Suez (kvinder).